# جوناثان إس. ويليس
جوناثان إس. ويليس (بالإنجليزية: Jonathan S. Willis) هو سياسي أمريكي، ولد في 5 أبريل 1830 في أكسفورد في الولايات المتحدة، وتوفي في 24 نوفمبر 1903 في ميلفورد في الولايات المتحدة. حزبياً، نشط في الحزب الجمهوري. وقد انتخب عضو مجلس النواب الأمريكي.